# Moconesi
Mocònesi (Moconexi, anche Meconexi, in ligure) è un comune italiano sparso di 2 418 abitanti della città metropolitana di Genova in Liguria. La sede comunale è situata nella frazione di Ferrada.

## Geografia fisica
Il territorio comunale si trova nell'alta val Fontanabuona lungo il torrente Lavagna, ad est di Genova. 
Le località di Casun e Cornale fanno parte dell'exclave del territorio comunale della frazione di Santa Brilla, isola amministrativa che si estende interamente in alta val Trebbia, interclusa tra i territori dei comuni di Torriglia, di Montebruno e dell’isola amministrativa di Barbagelata del comune di Lorsica.
Nel territorio è collocato, tra Moconesi e Neirone, il monte Caucaso (1250 m). Altre vette del territorio il Bric della Povera Donna (1118 m), il monte Rocio (852 m), il monte Mezzano (788 m), il monte Albareto (775 m).

## Storia

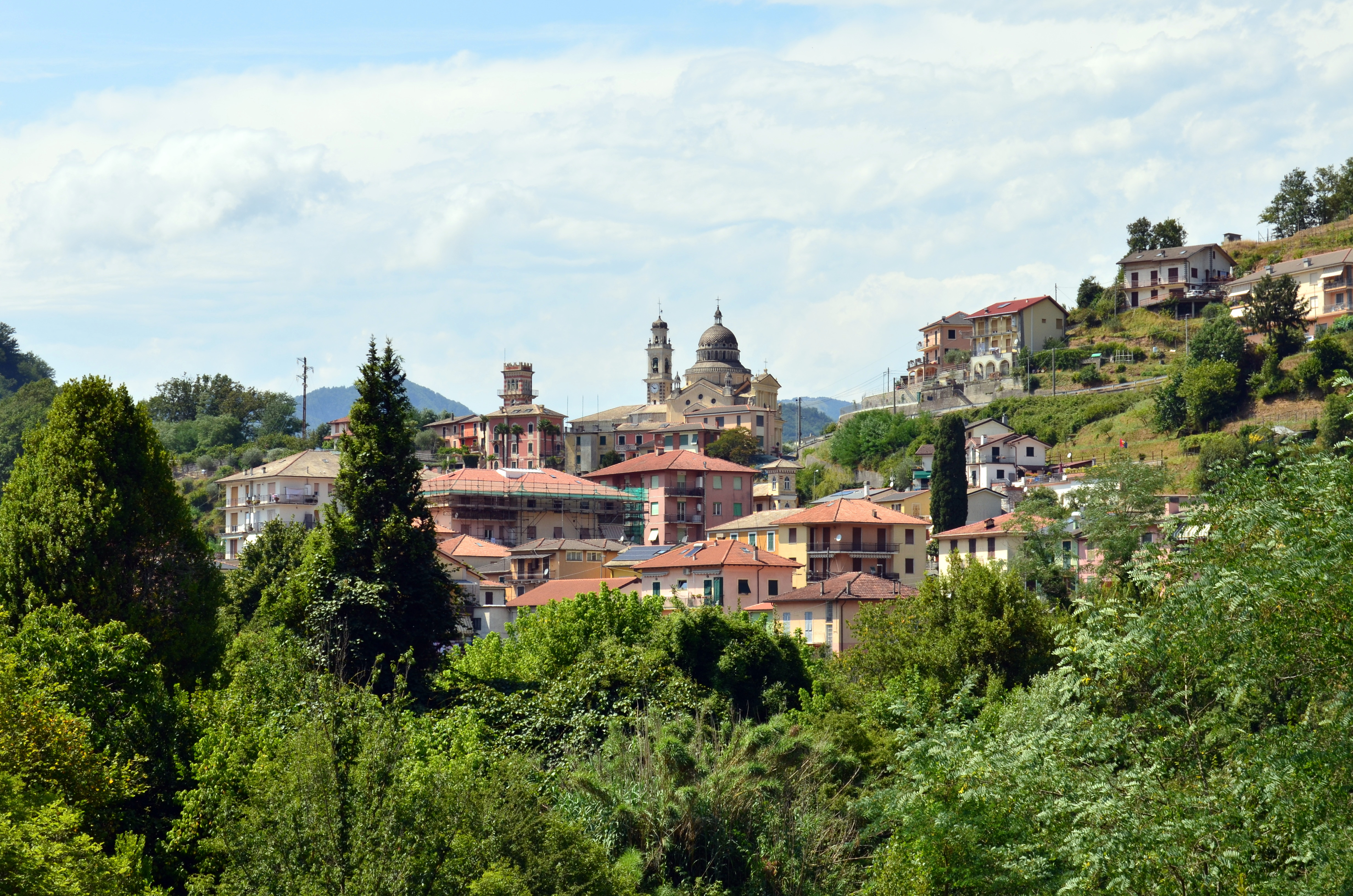
Panorama di Gattorna. In alto il santuario di Nostra Signora della Guardia

Sul territorio di Moconesi sono stati ritrovati reperti relativi alla presenza umana risalente al periodo del Mesolitico.
Il toponimo, con il significato "casa di Moco" o "dei Mochi", fa riferimento ai possedimenti di una famiglia di liguri romanizzati; il nome è attestato ad esempio nella tavola bronzea di Polcevera, risalente al 117 a.C., dove è citato un Moco Meticanio, rappresentante dei Genuati nella disputa con i Langatii oggetto della sentenza.
Il comune è stato soggetto alla famiglia Fieschi conti di Lavagna, per poi diventare dominio della Repubblica di Genova dal 1147. In Moconesi nacque Giovanni Colombo, nonno di Cristoforo.
La Repubblica genovese aveva sottoposto il paese nella podesteria di Rapallo e, dal 1608, nel successivo capitaneato, facente parte di quella porzione di territorio rapallese denominato "d'oltremonte" comprendente la media val Fontanabuona.
Nel 1797 con la dominazione francese di Napoleone Bonaparte la costituita municipalità rientrò dal 2 dicembre nel dipartimento del Golfo del Tigullio, con capoluogo Rapallo, all'interno della Repubblica Ligure. Dal 28 aprile del 1798 con i nuovi ordinamenti francesi, Moconesi rientrò nell'VIII cantone, capoluogo Ferrado (oggi Ferrada), della giurisdizione del Tigullio e dal 1803 centro principale del II cantone del Golfo del Tigullio nella giurisdizione dell'Entella. Annesso al Primo Impero francese, dal 13 giugno 1805 al 1814 venne inserito nel dipartimento degli Appennini. Durante la dominazione d'oltralpe si registrarono, intorno al 1800, ribellioni e contrasti tra la popolazione locale per tale avvenimento.
Nel 1815 fu inglobato nel Regno di Sardegna, secondo le decisioni del congresso di Vienna del 1814, che sottopose la municipalità di Moconesi nella provincia di Chiavari sotto la divisione di Genova. Dal 1859 al 1926 il territorio fu compreso nel VI mandamento di Cicagna del circondario di Chiavari dell'allora provincia di Genova, nel Regno d'Italia.
Dal 1973 al 30 aprile 2011 ha fatto parte della Comunità montana Fontanabuona.

### Simboli
Stemma
Gonfalone
Lo stemma e il gonfalone sono stati concessi con il decreto del presidente della Repubblica del 22 ottobre 1963.

## Monumenti e luoghi d'interesse

### Architetture religiose
- Abbazia di Sant'Anna nella frazione capoluogo di Ferrada. Trasformata ed ampliata nella metà del XVII secolo dalla famiglia De Ferrari.
- Chiesa parrocchiale del Sacro Cuore di Gesù nella frazione capoluogo di Ferrada. Aperta al culto religioso il 12 settembre 1909[8], e sede di arcipretura dal 14 novembre dello stesso anno[8], fu consacrata il 28 febbraio 1916 dal vescovo di Chiavari monsignor Giovanni Gamberoni[8]. Il titolo di parrocchiale (Sacro Cuore di Gesù e Santa Margherita) venne quindi qui trasferito agli inizi del Novecento[8].
- Chiesa parrocchiale di Sant'Ambrogio nella frazione di Cornia. Gli atti dei registri parrocchiali hanno una datazione a partire dal 1615[9]. Fu eletta a prevostura l'11 luglio del 1937[9] e consacrata nello stesso giorno e anno[9].
- Chiesa parrocchiale di San Giacomo e santuario di Nostra Signora della Guardia nella frazione di Gattorna.
- Chiesa parrocchiale di Santa Margherita nella frazione di Moconesi Alto. Fu elevata al titolo di rettoria già dal XIII secolo[10] e antica sede primaria parrocchiale del territorio moconesino. Prevostura dal 1896[10], cedette il titolo di parrocchia nel 1909[10] in favore della chiesa del Sacro Cuore di Gesù di Ferrada. Fu resa nuovamente indipendente da Ferrada, e quindi ancora con il titolo di parrocchiale (San Giuseppe e Santa Margherita), dal 1º novembre 1929[10]. Al suo interno, tra le opere d'arte, conserva un trittico risalente al XVI secolo[10] e raffigurante Santa Margherita d'Antiochia tra santi.
- Cappelletta della Madonna dei Fiori nella frazione di Pezzonasca.
- Chiesa di San Rocco nella località di Sottanego.
- Chiesa di San Giuseppe nella frazione di Terrarossa Colombo.
- Cappella di San Rocco presso la sommità del monte Croce.

### Architetture civili
- Villa Caldane, presso il capoluogo, già edificio rurale edificato nella metà del XVII secolo.
- Ponte in pietra presso la frazione capoluogo di Ferrada, nei pressi dell'abbazia di Sant'Anna.

## Società

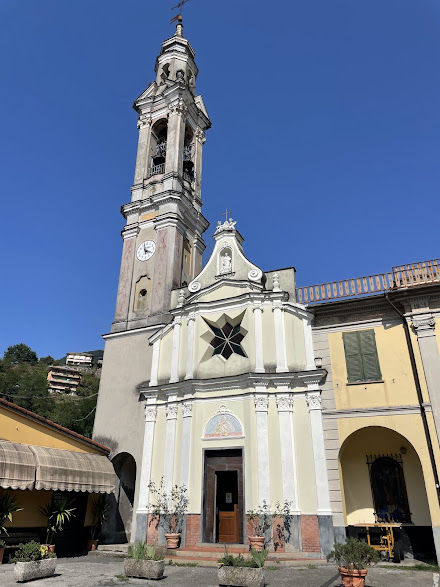
L'abbazia di Sant'Anna nel capoluogo di Ferrada

### Evoluzione demografica
Abitanti censiti

### Etnie e minoranze straniere
Secondo i dati Istat al 31 dicembre 2022, i cittadini stranieri residenti a Moconesi sono 217, così suddivisi per nazionalità, elencando per le presenze più significative:
1. Marocco, 78
2. Romania, 43

## Cultura

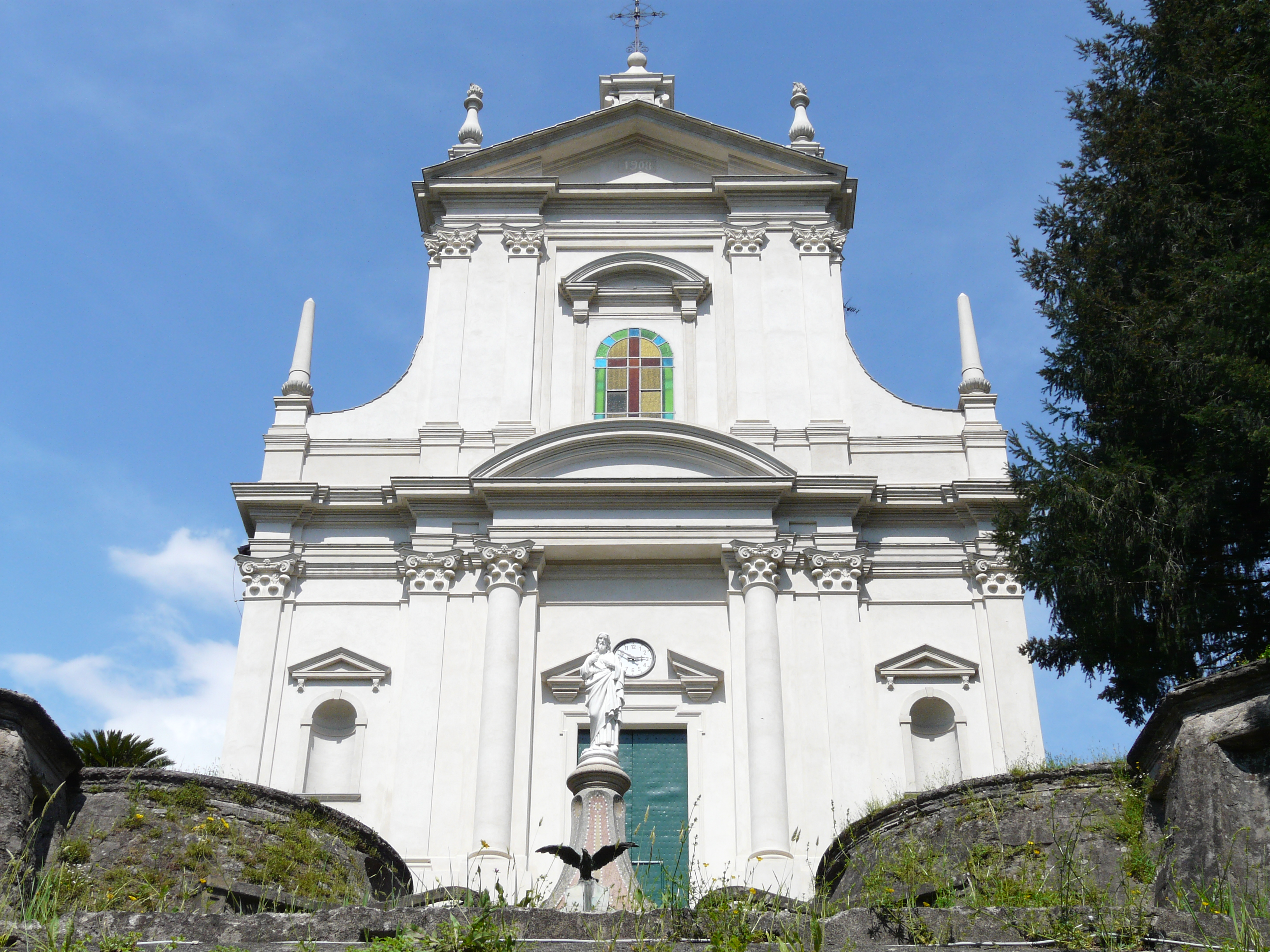
La chiesa parrocchiale del Sacro Cuore di Gesù nella frazione di Ferrada

### Istruzione

#### Musei
- Museo del giocattolo nella frazione di Gattorna.

## Geografia antropica
Il territorio comunale comprende, oltre al borgo di Moconesi e al capoluogo Ferrada, le frazioni di Cornia, Dragonaria, Gallinaria, Gattorna, Pezzonasca, Santa Brilla e Terrarossa Colombo, per un totale di 16,27 km².
Confina a nord con il comune di Neirone e Favale di Malvaro, a sud con Tribogna e Cicagna, ad ovest con Neirone e Tribogna e ad est con Favale di Malvaro e Lorsica. L'exclave di Santa Brilla confina con Torriglia e Montebruno e, a sud, con l'exclave di Barbagelata del comune di Lorsica.

## Economia
L'economia del comune è principalmente legata al commercio e alla lavorazione dell'ardesia finalizzata ad un uso edilizio ed a elementi d'arredo, oppure artistico, (sono presenti cave per l'estrazione a Còrnia) e solo marginalmente all'agricoltura, specie nella coltivazione dell'olivo e della vite, oltre che al turismo.
Nel fondovalle, le frazioni di Ferrada e Gattorna sono rinomate per i moderni negozi e sono inoltre presenti piccole e medie aziende e imprese artigianali. Gattorna è famosa per la produzione del giocattolo cosiddetto "povero": nel dopoguerra da qui partivano i venditori ambulanti che con i loro "fundin" (la tipica valigia che conteneva la merce e, aprendosi, fungeva da espositore) raggiungevano i mercati e le fiere di tutta Italia e dell'Europa centrale, portando ai bimbi le tipiche girandole, vero simbolo del paese.

## Infrastrutture e trasporti

### Strade
Il centro di Moconesi è attraversato principalmente dalla strada statale 225 della Val Fontanabuona che gli permette il collegamento stradale con Cicagna, ad est, e con Lumarzo ad ovest. Ulteriori collegamenti viari sono la strada provinciale 333 di Uscio che collega la costa di Recco (passando per i centri di Avegno e Uscio) con l'entroterra della media val Fontanabuona; la provinciale 21 e la provinciale 22 per il raggiungimento dei comuni di Neirone e Tribogna.

### Mobilità urbana
Dai comuni di Chiavari, Genova e Recco un servizio di trasporto pubblico locale gestito dall'AMT garantisce quotidiani collegamenti bus con Moconesi e per le altre località del territorio comunale.

## Amministrazione

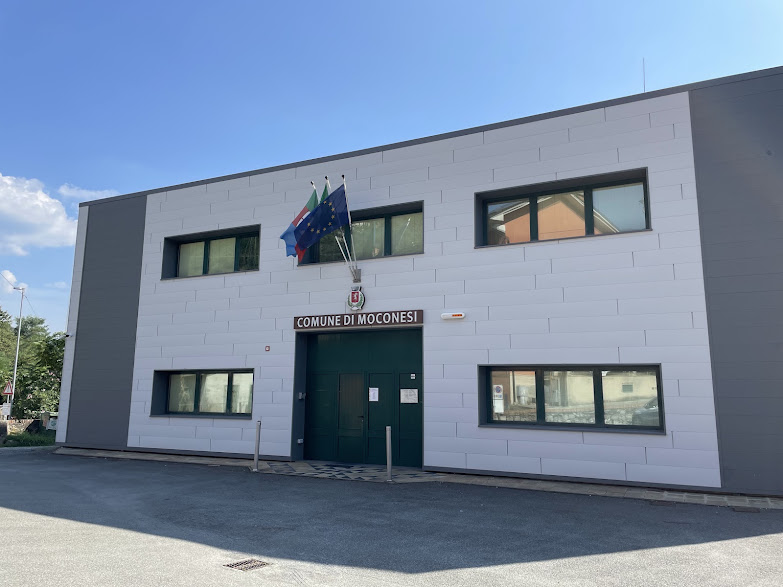
Il municipio nel capoluogo di Ferrada

| Periodo        | Periodo        | Primo cittadino      | Partito                                              | Carica  | Note |
| -------------- | -------------- | -------------------- | ---------------------------------------------------- | ------- | ---- |
| 25 luglio 1985 | 7 giugno 1990  | Arnaldo De Ferrari   | PLI                                                  | Sindaco |      |
| 7 giugno 1990  | 24 aprile 1995 | Andrea Cuneo         | DC                                                   | Sindaco |      |
| 24 aprile 1995 | 14 giugno 1999 | Andrea Cuneo         | lista civica                                         | Sindaco |      |
| 14 giugno 1999 | 14 giugno 2004 | Andrea Cuneo         | Insieme per Moconesi (lista civica)                  | Sindaco |      |
| 14 giugno 2004 | 8 giugno 2009  | Silvano Dondero      | Insieme per Moconesi (lista civica di centro)        | Sindaco |      |
| 8 giugno 2009  | 26 maggio 2014 | Gabriele Trossarello | Insieme per Moconesi (lista civica di centro-destra) | Sindaco |      |
| 26 maggio 2014 | 27 maggio 2019 | Gabriele Trossarello | Insieme per Moconesi (lista civica di centro-destra) | Sindaco |      |
| 27 maggio 2019 | 10 giugno 2024 | Giovanni Dondero     | Insieme per Moconesi (lista civica di centro-destra) | Sindaco |      |
| 10 giugno 2024 | in carica      | Giovanni Dondero     | Insieme per Moconesi (lista civica di centro-destra) | Sindaco |      |

## Sport
- F.C.D. Moconesi Fontanabuona, militante nel campionato di Seconda Categoria.